# Mine de Jiajika
La mine de Jiajika est une mine à ciel ouvert de lithium située dans la région de Kangding, préfecture autonome tibétaine de Garzê, province  du Sichuan, en République populaire de Chine, et correspondant à l'ancienne province tibétaine du Kham. 
C'est le plus important gisement en Asie de spodumène dont est extrait le lithium, composant des batteries électriques rechargeables. 
La mine, exploitée par la société Rongda/Youngy Co. Ltd., a entraîné une pollution à trois reprises, en 2009, 2013 et 2016, occasionnant la mort de poissons de yaks. L'eau contaminée aurait aussi tué des personnes. Des Tibétains de la région ont organisé des manifestations à deux reprises, en 2013 et dans la ville voisine de Tagong (en) en mai 2016,,.